# Weifang
Weifang, tidigare känd som Weihsien, är en stad på prefekturnivå i centrala Shandong-provinsen i Folkrepubliken Kina. Den ligger omkring 180 kilometer öster  om provinshuvudstaden Jinan.

## Historia
Weifang har en lång historia och många kinesiska personligheter kommer från regionen och många andra har verkat på orten i olika perioder, däribland Kong Rong, Fan Zhongyan, Ouyang Xiu, Su Dongpo och Zheng Banqiao.

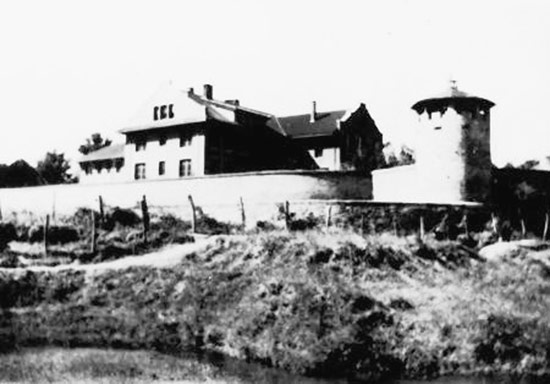
Interneringslägret i Weihsien.

Under andra världskriget upprättade Japan ett interneringsläger i dåvarande Weihsien, där man internerade brittiska, amerikanska och kanadensiska medborgare som tagits till fånga. I lägret avled bland annat den skotske idrottsmannen Eric Liddell.

## Kultur
Regionen kring Weifang, i synnerhet Gaomi, är känd för sina folkliga traditioner att utföra dekorativa pappersklipp som avbildar olika vardagliga, mytiska eller politiska motiv. Dessa pappersklipp var en populär konstform under Mao Zedongs tid vid makten.

## Administrativ indelning
Prefekturen Weifang består fyra stadsdistrikt, som omfattar den egentliga staden, två härad och sex städer på häradsnivå:
- Stadsdistriktet Kuiwen (奎文区), 189 km², 460 000 invånare, säte för stadsfullmäktige;
- Stadsdistriktet Weicheng (潍城区), 290 km², 370 000 invånare;
- Stadsdistriktet Hanting (寒亭区), 786 km², 350 000 invånare;
- Stadsdistriktet Fangzi (坊子区), 336 km², 240 000 invånare;
- Häradet Linqu (临朐县), 1 833 km², 860 000 invånare;
- Häradet Changle (昌乐县), 1 101 km², 600 000 invånare;
- Staden Anqiu (安丘市), 1 929 km², 1,1 miljoner invånare;
- Staden Changyi (昌邑市), 1 810 km², 680 000 invånare;
- Staden Gaomi (高密市), 1 603 km², 850 000 invånare;
- Staden Qingzhou (青州市), 1 569 km², 900 000 invånare;
- Staden Zhucheng (诸城市), 2 183 km², 1,06 miljoner invånare;
- Staden Shouguang (寿光市), 2 200 km², 1,06 miljoner invånare.

## Klimat
Genomsnittlig årsnederbörd är 689 millimeter. Den regnigaste månaden är juli, med i genomsnitt 232 mm nederbörd, och den torraste är januari, med 10 mm nederbörd.